# Симферополь — Евпатория (автодорога)
Автодорога Симферополь — Евпатория — региональная автомобильная дорога 35К-004 в Крыму. Является ответвлением трассы Таврида (Симферополь — Евпатория — Мирный).
Соединяет Симферополь с Саками и Евпаторией. Протяжённость трассы — около 53 км.

## История
Строительство современного, по тем временам, шоссе началось в 1905 году.
Время присвоения дороге статуса почтового тракта пока не установлено, на военно-топографической карте генерал-майора Мухина 1817 года она уже обозначена таковой (почтовые станции находились в Тулате и Саках), как и в «Списке населённых мест Таврической губернии по сведениям 1864 года» известно, что на тот год тракт уже действовал.
В 1887 году в Евпатории открывается первая грязелечебница «Мойнаки», что повышает интерес к городу. Дорога начинает использоваться. В путеводителе 1902 года А. Я. Безчинского тракт описывается так
Дорога грунтовая, и в дождливое время ехать по ней не легко. Путь идет по пустынной местности, лишенной рек и растительности. Источники и даже хорошие пресные колодцы не только здесь, но и во всем Евпаторийском уезде встречаются очень редко.
 Расцвет шоссе приходится на 1908—1914 годы. Пассажиры добираются из Симферополя в Евпаторию на автобусах, автомобилях (5—6 рублей с персоны), извозчиках (от 3р. 88 коп., до 14 руб. в зависимости от экипажа). Увеличившиеся грузоперевозки приводят к ухудшению состояния дорожного покрытия. В 1914 году дорогу капитально ремонтируют.
21 октября 1915 года открылось движение по железнодорожной линии Сарабуз — Евпатория. Это разгружает шоссе.
Трасса довольно мало используется, поэтому только во второй половине XX века её покрывают асфальтом.

Евпаторийская дорога, около 1913 года
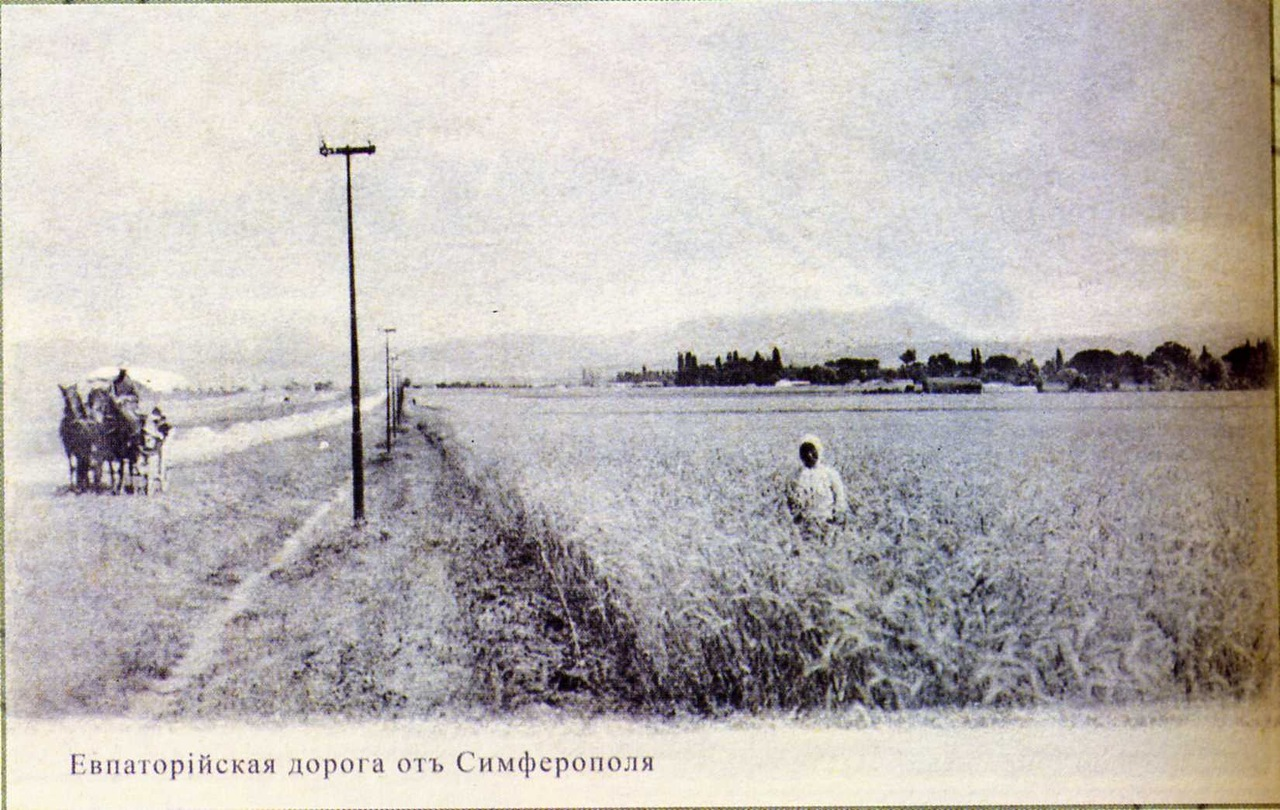
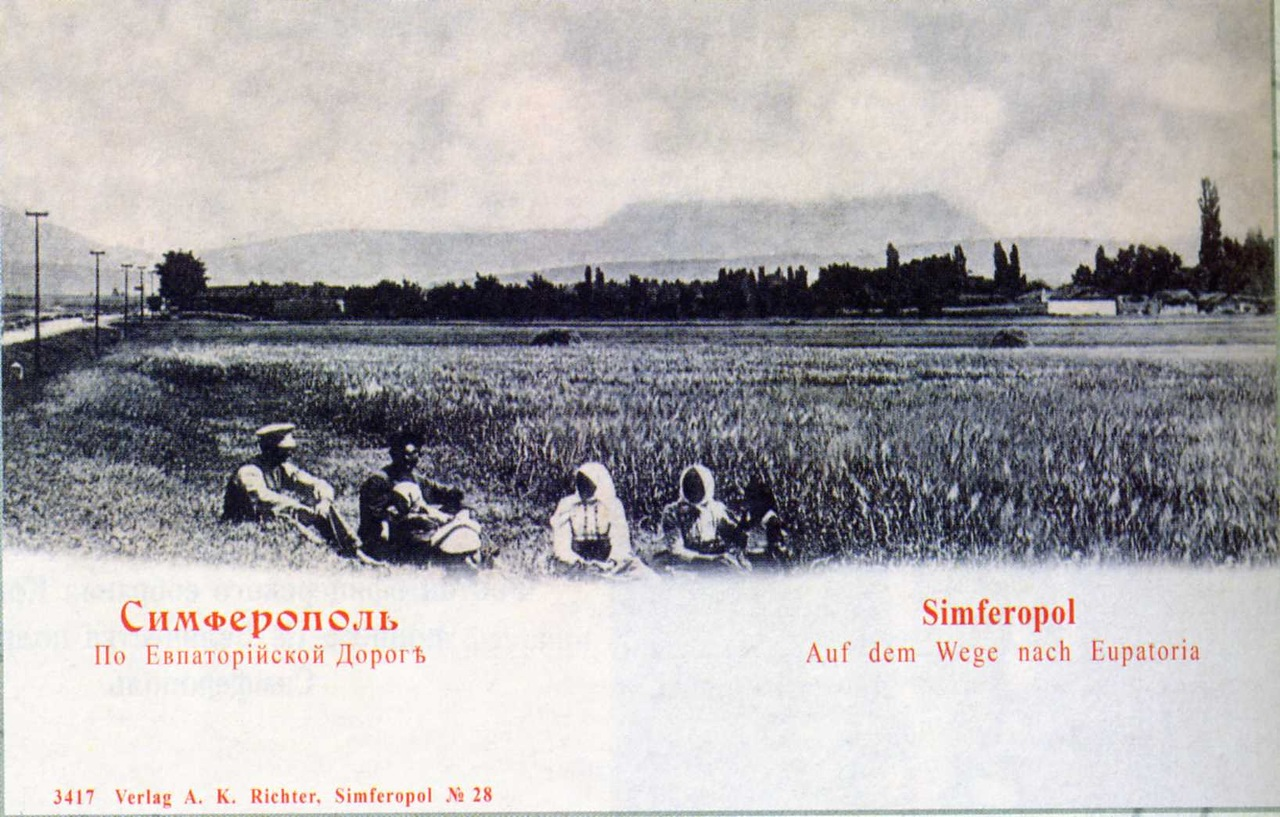

## Населённые пункты
На трассе находятся сёла Богдановка, Родниково, Новый Мир, Скворцово, Чеботарка, Червонное, Орехово.

## Строительство автодороги Симферополь — Евпатория — Мирный
Трасса Симферополь — Евпатория — Мирный будет четырехполосной дорогой первой технической категории с расчетной скоростью движения до 120 км/ч. На ней предусмотрено строительство восьми транспортных развязок, 17 мостов и путепроводов. По проекту первого этапа (до села Скворцово) завершение работ состоялось 29 декабря 2021 года. Второй, заключительный этап строительства завершен в конце августа 2024 года.